# Joshua Bassett (EP)
Joshua Bassett é o extended play de estreia do cantor e compositor estadunidense Joshua Bassett, lançado em 12 de março de 2021 através da Warner Records. O projeto gerou três singles de divulgação: "Lie Lie Lie", "Only a Matter of Time" e "Telling Myself", lançados entre janeiro e março.

## Antecedentes
Bassett ganhou reconhecimento mundial por interpretar Ricky Bowen, o protagonista da série High School Musical: The Musical: The Series, do Disney+, desde novembro de 2019, onde também compôs e gravou algumas músicas para a trilha sonora. No início de 2020, Bassett assinou com a Warner Records para sua carreira musical, e com a empresa de talentos e entretenimento United Talent Agency.
Em 3 de abril de 2020, Bassett lançou seu single de estreia, "Common Sense", em todas as plataformas digitais. Seu segundo single, "Anyone Else", foi lançado em 16 de julho de 2020. Seu extended play auto-intitulado foi lançado oficialmente em 12 de março de 2021. O projeto possui influências do R&B, pop rock, soul e folk contemporâneo.

## Lista de faixas
| Joshua Bassett – Edição Padrão |                         |                                       |                      |         |  |
| N.º                            | Título                  | Compositor(es)                        | Produtor(es)         | Duração |  |
| 1.                             | "Sorry"                 | Joshua Bassett                        | Bassett Dallas Caton | 3:22    |  |
| 2.                             | "Do It All Again"       | Bassett                               | Bassett Jake Gosling | 3:31    |  |
| 3.                             | "Lie Lie Lie"           | Bassett                               | Afterhrs             | 2:56    |  |
| 4.                             | "Only a Matter of Time" | Bassett Amy Victoria Wadge            | Bassett Gosling      | 3:14    |  |
| 5.                             | "Telling Myself"        | Bassett Caroline Pennell David Pramik | Bassett Pramik Caton | 2:49    |  |
| 6.                             | "Heaven Is You"         | Bassett Sabrina Carpenter             | Bassett Gosling      | 3:43    |  |
| Duração total:                 | Duração total:          | Duração total:                        | Duração total:       | 19:37   |  |